# Union Sportive El Ansar
Union Sportive El Ansar ist ein tunesischer Basketballverein, der 1946 gegründet wurde und seinen Sitz in Dar Chaabane im Gouvernement Nabeul hat. Der Verein spielt in der Pro A, der höchsten Liga Tunesiens.
Während der Saison 2024/2025 qualifizierte sich der Verein erstmals in seiner Geschichte für die Play-offs der Meisterschaft.
Das beste Ergebnis im Tunesischen Pokal erreichte der Klub 2022 mit dem Halbfinaleinzug, in dem er dem Club Africain mit 64:76 unterlag.

## Erfolge
- Tunesischer Pokal
  - Halbfinalist: 2022
- Zweite Liga
  - Vizemeister: 2016, 2020, 2024

## Ehemalige Spieler
- Naim Dhifallah (1991–2000)